# Mésothélium
Le mésothélium est un tissu biologique constitué d'une couche de cellules mésothéliales, simple, pavimenteux, qui tapisse la surface interne des cavités séreuses de l'organisme. Les cellules sont unies entre elles par des complexes de jonctions et des desmosomes permettant une bonne étanchéité de la couche de cellules. Le cytoplasme des cellules qui la composent est très mince (inférieur à 1 µm) et leur noyau est relativement arrondi par rapport à l'endothélium qui est de la même classification, un épithélium simple pavimenteux.
C'est l'association d'un mésothélium et du tissu conjonctif sous-jacent qui forme une séreuse ou la membrane séreuse.

## Origine
À l'instar de l'endothélium, le mésothélium provient de la différenciation des cellules du mésoderme ventral.

## Fonction
Le mésothélium est une membrane recouvrant et protégeant la plupart des organes internes du corps, composé d'une seule couche de cellules épithéliales pavimenteuses bordant les cavités séreuses du péritoine, de la plèvre, du péricarde, etc. pour former une cavité virtuelle.

## Maladies liées au mésothélium
- Mésothéliome